# Johan Henrik Thomanders studenthem

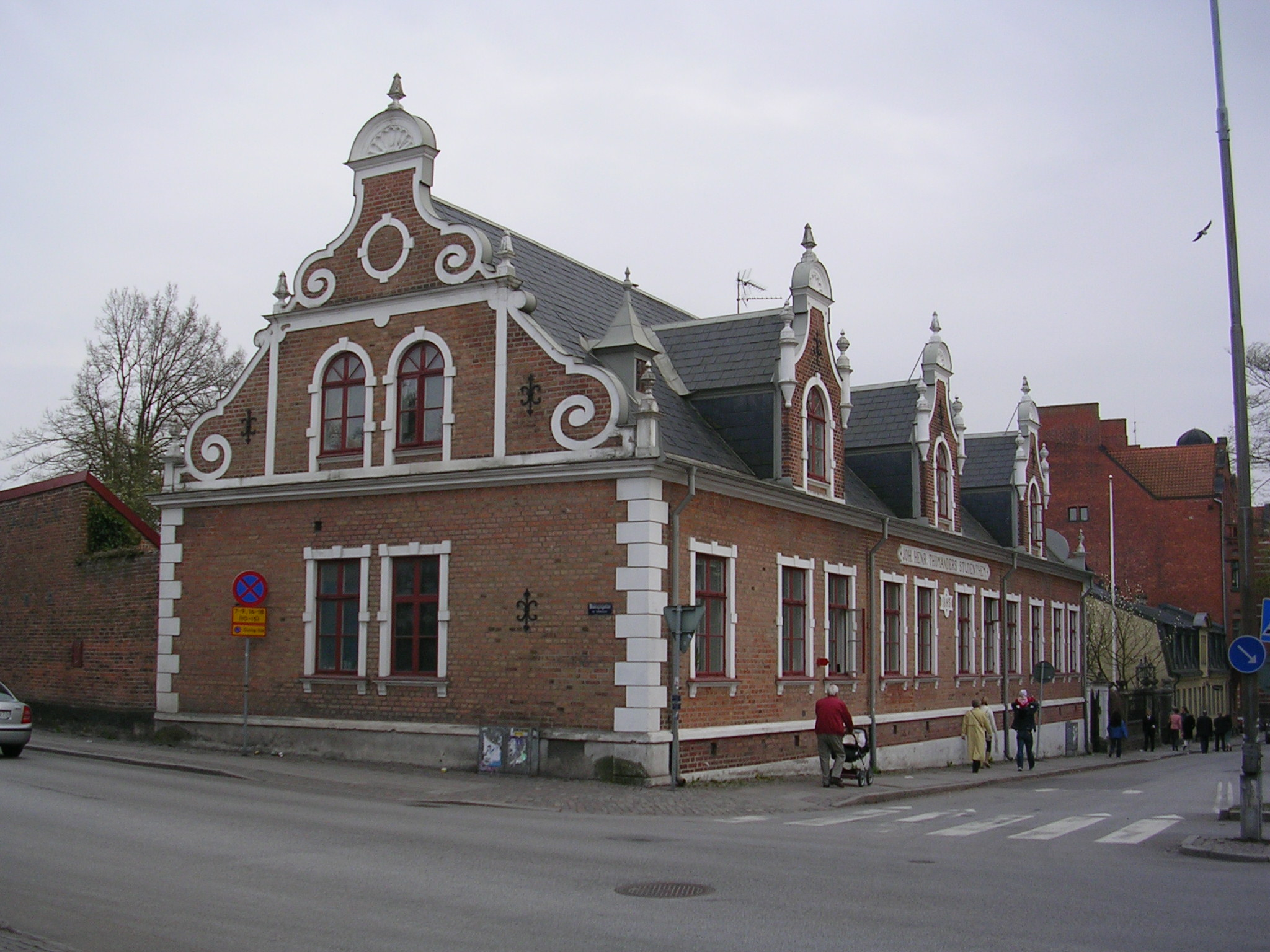
Huset på Sandgatan.

Johan Henrik Thomanders studenthem, även Thomanders, är ett studenthem för manliga studenter i Lund, instiftat 1895. Det ligger på Sandgatan, granne med Zettervallska villan. Under hela 1900-talet har "hemmet", som det kallas i folkmun, betytt mycket för Lunds unga kulturliv. Lundakarnevaler, Lundaspex och Toddyspex har skapats innanför hemmets väggar och många av de boende är ofta engagerade i ideella studentföreningar. Inval är baserat på lämplighet och görs genom intervju efter ansökan. 
Studenthemmet har varit en plantskola för både lokalt och nationellt kända komiker, till exempel Hans Alfredson, Stellan Sundahl och Johan Wester.

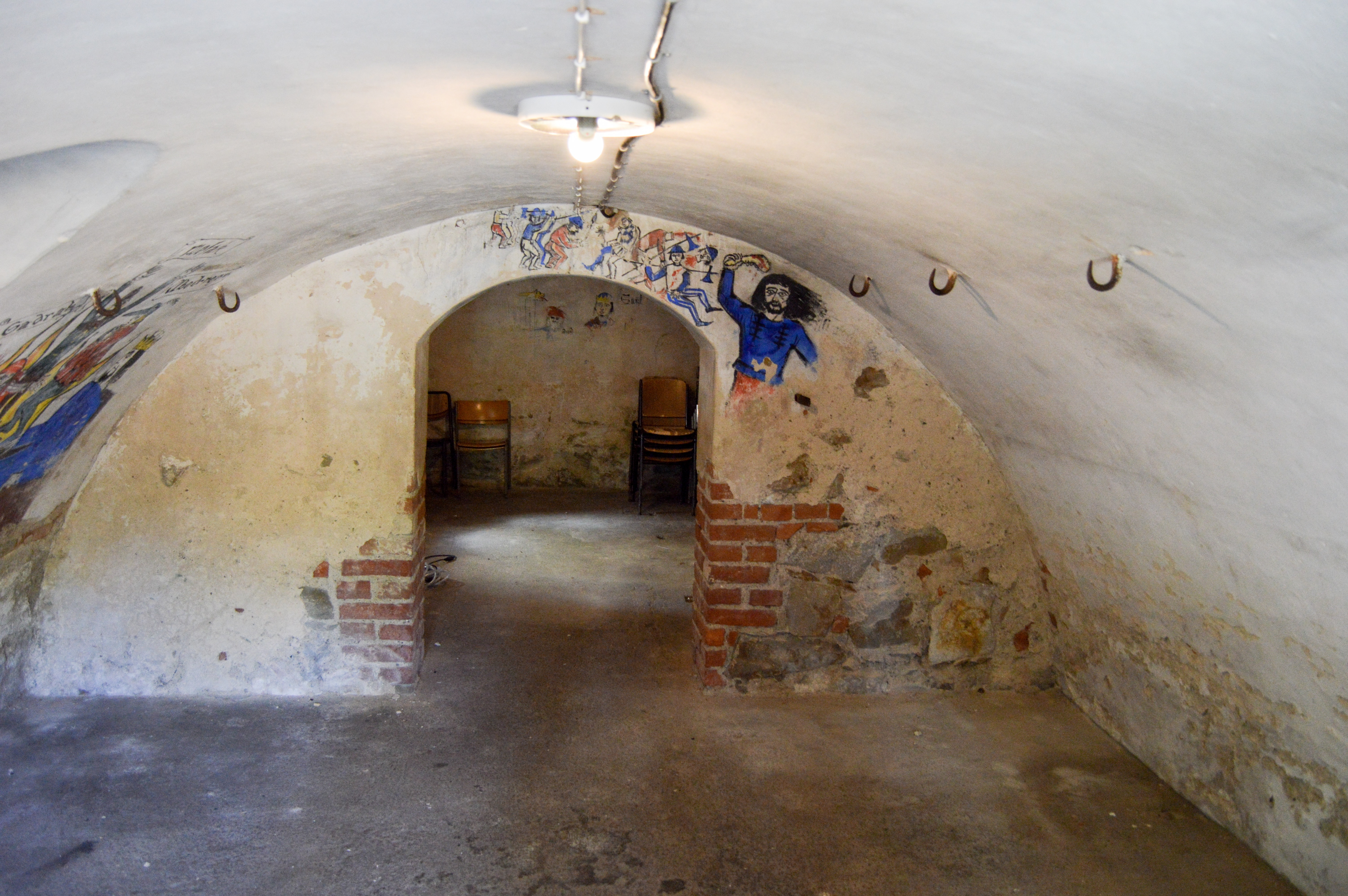
Thomanders källare.

I studenthemmets källare finns stora "muralmålningar", skapade på initiativ av Hans Alfredson när han bodde där.